# Heliconia densiflora
Heliconia densiflora är en enhjärtbladig växtart som beskrevs av Jean Baptiste Verlot. Heliconia densiflora ingår i släktet Heliconia och familjen Heliconiaceae.

## Underarter
Arten delas in i följande underarter:
- H. d. angustifolia
- H. d. densiflora